# ریکی تاکاگی
ریکی تاکاگی (ژاپنی: 髙木理己؛ زادهٔ ۱۳ ژوئیهٔ ۱۹۷۸) یک بازیکن فوتبال اهل ژاپن است.
ریکی تاکاگی در تیم‌هایی همچون باشگاه فوتبال گاینار توتوری مربی‌گری کرده‌است.